# Bromeret flammehæmmer
En bromeret flammehæmmer er en organisk kemisk forbindelse, en kulbrinte, ofte en diphenylether, substitueret med bromatomer. 
Bromerede flammehæmmere anvendes for at øge brandsikkerheden i en lang række produkter, hovedsageligt forbrugerelektronik og plastic, men også i f.eks. gulvtæpper. Indholdet af brom gør, at produktet får vanskeligt ved at brænde. Via en såkaldt dekomponering frigøres bromatomerne, der fungerer som reduktanter og hæmmer en oxidationsreaktion. Således stopper den bromerede flammehæmmer branden allerede inden den er gået i gang.
Der findes ca. 40 forskellige bromerede flammehæmmere, der alle produceres uden for Danmark. Bromerede flammehæmmere indeholder bl.a. bisfenol A. De kom frem i 1978, hvor de erstattede PCB som brandhæmmer.
De bromerede flammehæmmere har en række uheldige konsekvenser. De kan afdampe fra produkterne og dermed indåndes af mennesker. De er mistænkt for at være hormonforstyrrende og være årsag til fosterskader og kræft, og visse af stofferne ophobes i miljøet. EU forbød i 2004 to af de mest problematiske bromerede flammehæmmere, penta-BDE og octa-BDE, og EU-Kommissionen har bebudet at den vil anbefale et forbud af deca-BDE.
I computer server-rum er indholdet af bromerede flammehæmmere (PBDE) målt til 10,848 pg/m3, hvilket svarer til et dagligt indtag på 0.065 µg/dag for folk der opholder sig i server-rummet.